# Voßpaß
Voßpaß ist eine ehemals zu Groß Mahner gehörende Siedlung auf dem Gebiet der heutigen Stadt Salzgitter. Die Siedlung gehört zum Stadtteil Salzgitter-Bad. Sie liegt etwa einen Kilometer nordwestlich von Groß Mahner und abseits der B 248 an einer Niederung des Salzgitter-Höhenzuges.

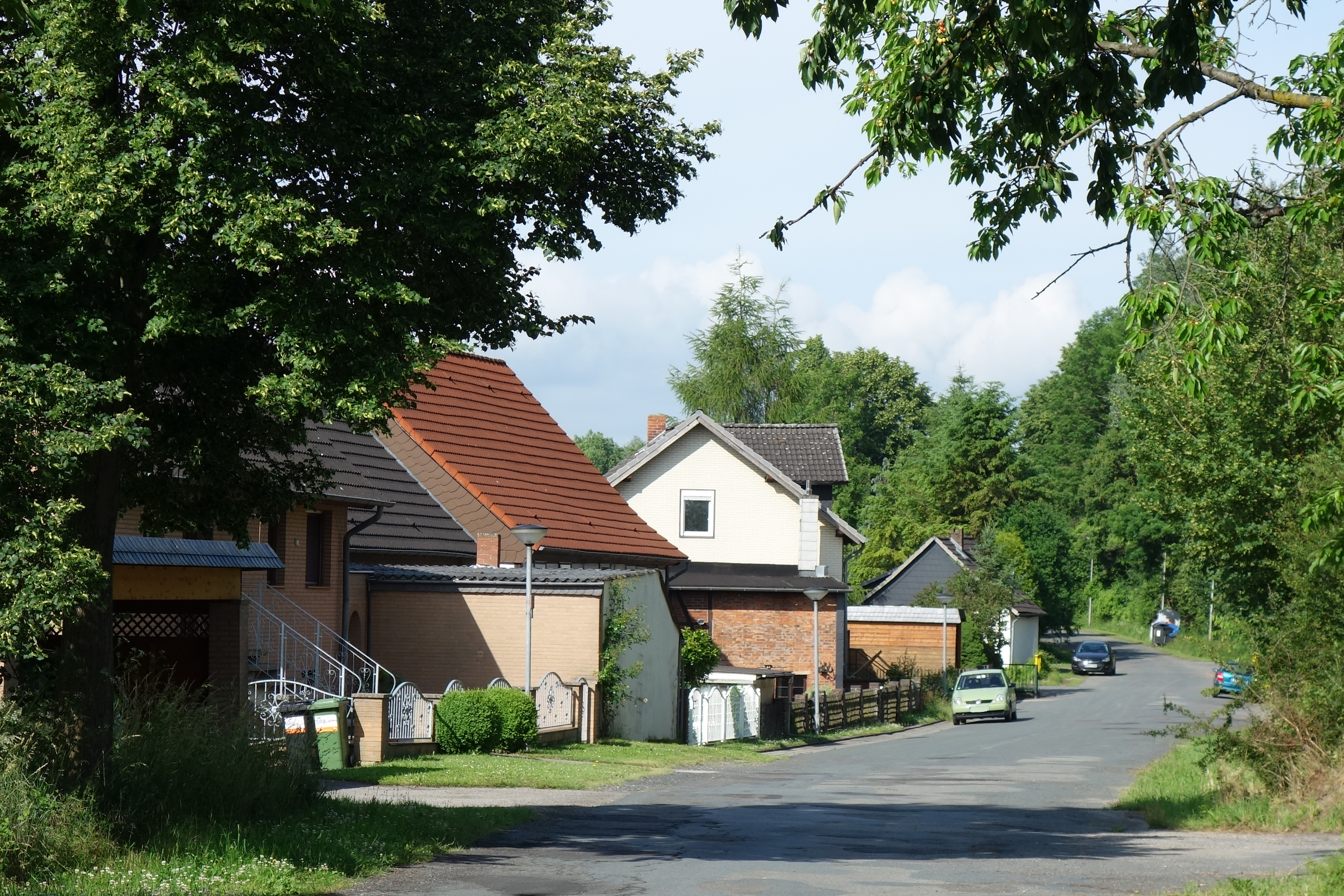
Ortsdurchfahrt Voßpaß, Blick nach Westen

## Geschichte
Nach einem Erbregister des 16. Jahrhunderts hatten Bauern aus den umliegenden Orten (Beinum, Groß Mahner, Kniestedt und Salzgitter) Wald und Ackerland bei der späteren Siedlung Voßpaß aus dem Besitz des Domstifts Goslar zur Nutzung erhalten. Als Lehnsnehmer wurden verschiedene Mitglieder einer Familie „Voß“ angegeben. Das umliegende Gelände wurde später als am „Fuchsberg“ oder am „Fuchsbach“ gelegen bezeichnet, dieser Name leitete sich wahrscheinlich von den Besitzerfamilien „Voß“ ab. Die Siedlung wurde erst nach dem Dreißigjährigen Krieg erschlossen, nachdem die sumpfige Niederung der Warne trockengelegt und die Heerstraße von Seesen nach Braunschweig, die bis dahin über die Höhen verlief, in das Tal verlegt worden war.
In den Kirchenbüchern gibt es zum Ende des 17. Jahrhunderts erste Einträge zu den Bewohnern. Der Ort wurde damals noch Roden oder Rhoden genannt, was auf die Entstehungsgeschichte als Waldrodung hinweist. Häufig wurde auch der Zusatz „hinter Groß Mahner“ angegeben.
Der Ortsname „Voßpaß“ erscheint Ende des 18. Jahrhunderts in den Kirchenbüchern. Bereits 1689 wurde eine Gaststätte „Voßkrug“ erwähnt, diese gehörte einer Familie Voß und lag an der alten Heerstraße. In einer 1792 von den Herren von Kniestedt verfassten Chronik wird der Landbesitz der Familie von Kniestedt an Wäldern und Ackerland am Voßberg mit 153 ¼ Morgen Land angegeben. Einwohnerverzeichnisse aus der Mitte des 19. Jahrhunderts weisen sieben Häuser und etwa 45 Einwohner für diese Siedlung aus. Bis zur Gründung der heutigen Stadt Salzgitter am 1. April 1942 hatte die Siedlung zu Groß Mahner gehört, danach wurde sie dem jetzigen Stadtteil Salzgitter-Bad zugeordnet. Zur Siedlung gehörten 2016 elf Wohngebäude und drei Handwerksbetriebe.

## Erzverladung Voßpaß
Bei Voßpaß wurde beim Aufbau des Erzbergbaus im Salzgittergebiet durch die Hermann-Göring-Werke eine Verladestation für die Erze der Ilseder Hütte aus der Grube Georg-Friedrich bei Dörnten/Liebenburg errichtet. Bis hierher wurden die Erze auf einer Schmalspurbahn der Ilseder Hütte mit 785 mm Spurweite durch den Schroederstollen transportiert und in Voßpaß auf Normalspur-Wagen der Reichswerke, später der Salzgitter Verkehrsbetriebe, umgeladen und von dort über Gebhardshagen und Lengede zum Hochofenwerk in Ilsede weitergebracht. Die Umladestation war 1940 fertiggestellt worden und wurde bis April 1968 betrieben. Nach der Stilllegung wurde die Schmalspurstrecke der Ilseder Hütte zurückgebaut. Die Gebäude blieben erhalten, verfielen aber und wurden etwa 2013/14 abgerissen.